# Республика Понт
Республика Понт (греч. Δημοκρατία του Πόντου) — греческое государство в северо-восточной части современной Турции, де-факто существовавшее с 1917 года по 1922 год.
Республика Понт официально никогда не объявлялась, но центральное правительство «эмбрионального государства» существовало, однако никогда не контролировало все территории, объявленные как входящие в её состав. Понтийские греки восстали против Османской империи во время Первой мировой войны, под предводительством митрополита Трапезундского Хрисанфа (Филиппидиса). В 1917 году Греция и Антанта рассматривали создание греческого автономного государства в Понте, наиболее вероятно как часть Понто-армянской Федерации. В 1919 году в ходе Парижской Мирной Конференции Хрисанф предложил полностью учредить статус независимой республики Понт, но ни Греция, ни другие делегации не поддерживали его.

## История

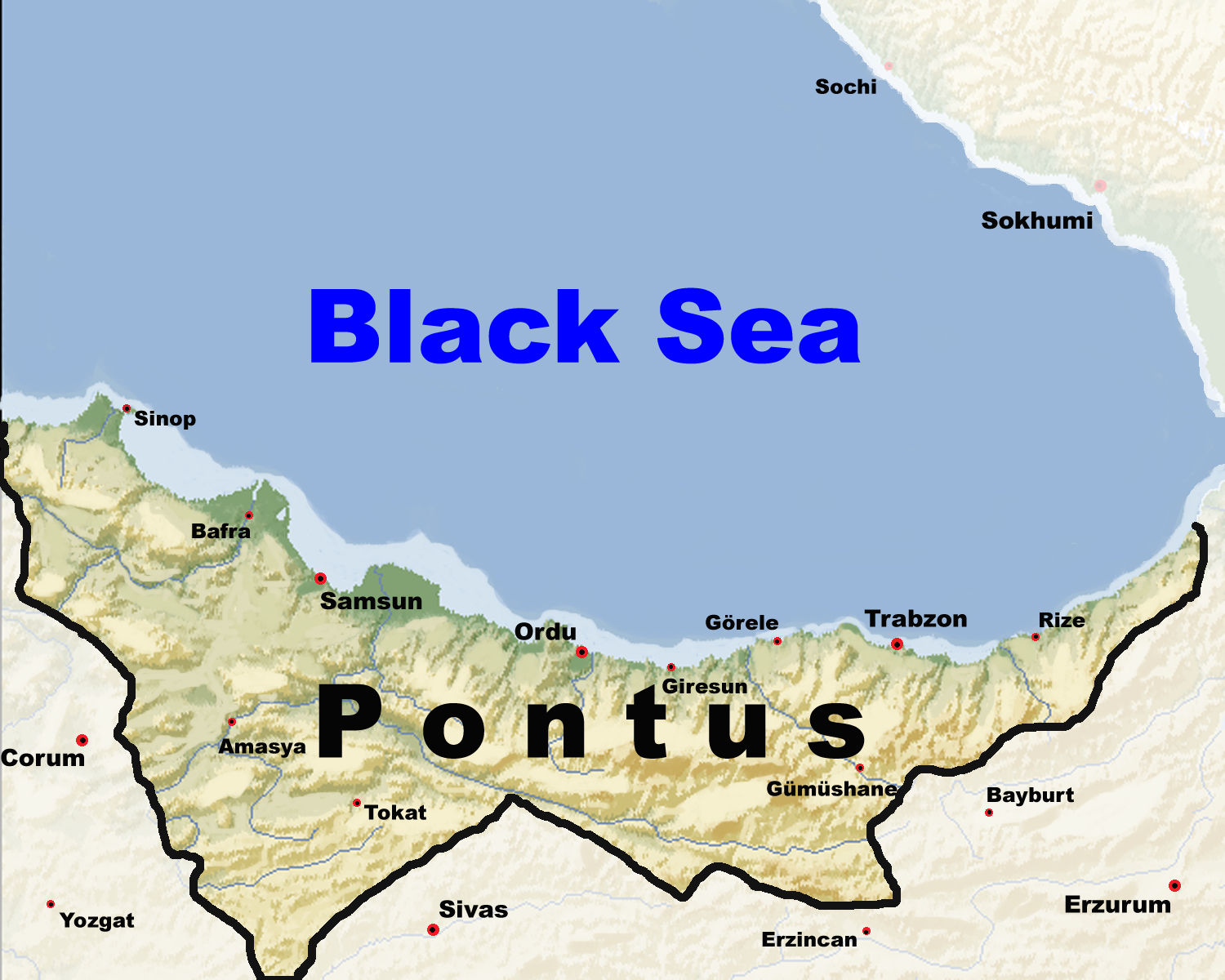
Карта Понтийской области

Ещё во время Первой мировой войны понтийские греки и эмигранты начали борьбу за свои права. На «I Всепонтийском съезде» в Марселе 4 февраля 1918 года, и в июле того же года в Батуме, представители понтийских организаций заявили своей целью создание независимой Понтийской республики. Было выбрано временное правительство Понта. Председателем стал Василис Иоаннидис, а председателем Генеральной Ассамблеи — Никос Леонтидис, а позже — Леонидас Ясонидис. Одним из самых активных деятелей этого времени стал К. Константинидис — великий понтийский патриот и крупный предприниматель.
Это требование было отклонено «великими державами». Великобритания отказала Греции в требовании выслать на Понт солдат понтийского происхождения, служивших тогда в греческой армии.
Одновременно армяне попытались добиться международного признания армянского государства. Таким образом, греки и армяне пришли к политическому столкновению в областях, которые населяли совместно.
Однако тогдашний греческий премьер-министр Элевтериос Венизелос не одобрил плана по созданию независимого понтийского государства и, тем более, по объединению Понта с Грецией. Взамен он предложил сотрудничество греков и армян в рамках единого государства.
Несмотря на волну недовольства в понтийских организациях, вопрос основания понто-армянского государства был поднят в ноябре 1918 года на мирной конференции специально созданным для этого комитетом.
Греческая делегация поддержала наконец на Верховном Совете Союзнических Сил вхождение Трапезунда в армянское государство. Однако в большинстве своем понтийские греки не приняли позицию греческого правительства, продолжая настаивать на провозглашении Понтийской Республики. В то же время все усиливающиеся гонения нового Советского государства на греков с Юга России заставили Венизелоса пересмотреть свою политику по понтийскому вопросу.

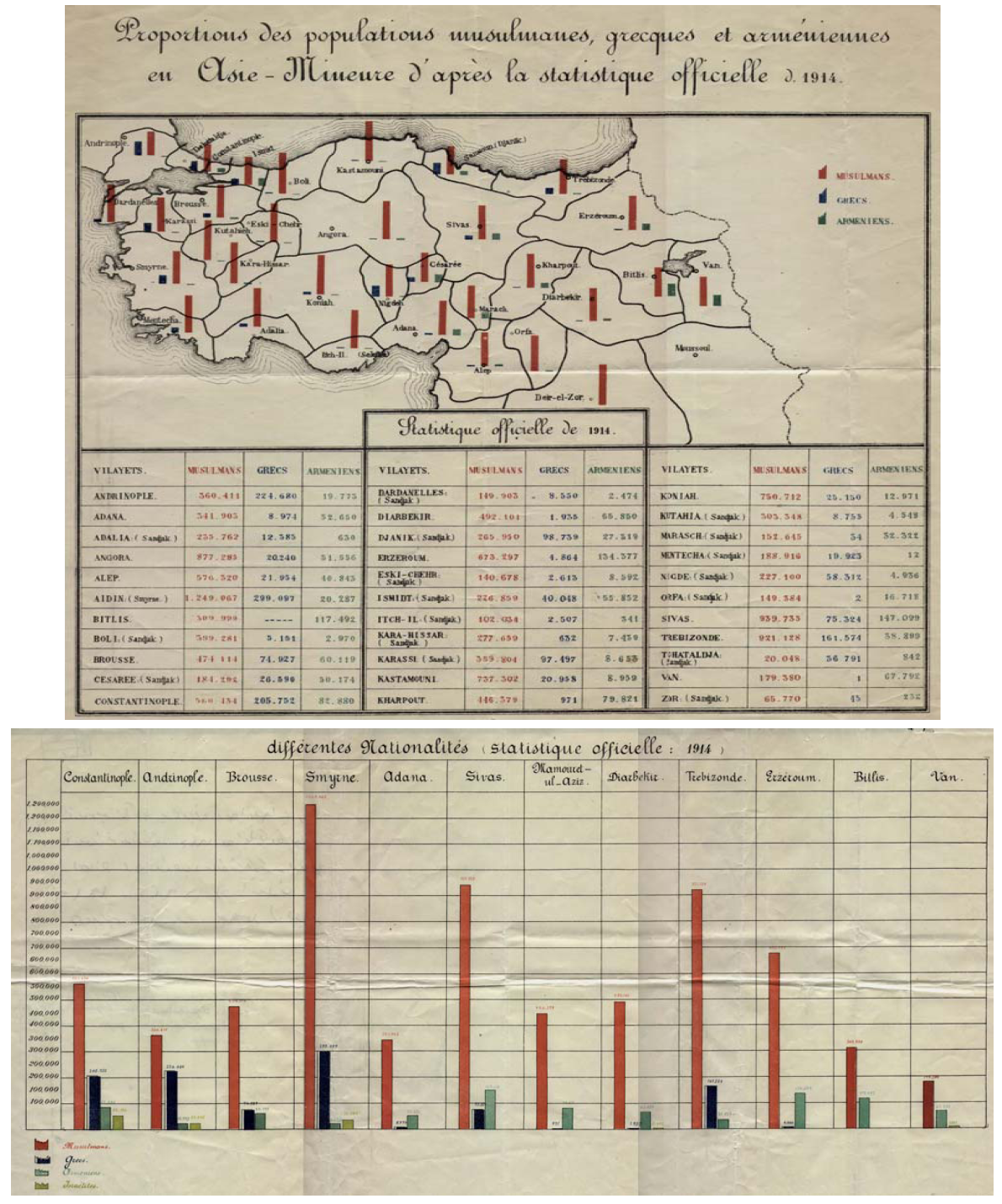
Пропорция национальностей в Малой Азии согласно Оттоманской переписи 1914.

Митрополит Трапезундский Хрисанф (Филиппидис), с апреля 1919 представлявший понтийские интересы на мировом уровне, убедил стороны принять решение об устройстве федеративной армянской республики, где греки обладали бы правами автономии. «Великие державы» утвердили это решение на Мирной конференции, однако представители понтийцев на Конференции в Париже продолжали в своем меморандуме 1—14 мая 1919 года настаивать на создании собственного независимого государства под эгидой Греции и США.
Британский уполномоченный, Ф. Адам, однако, заявил, что это приведет к новой серии попыток объединиться с Грецией и к повторению старых конфликтов с национальными меньшинствами. Наконец, в январе 1920 года Хрисанфом и президентом Армянской республики Хатисяном было подписано соглашение о создании Понтийско-Армянской конфедерации. Стороны договорились также и о вооружённой защите Понта от нападений турок. Однако отказ англичан поддержать создание национальных понтийских отрядов привёл к поражению армянских войск под Эрзерумом в ноябре 1920 и к капитуляции Армении в декабре того же года. По условиям соглашения с Кемалем, понтийское население в итоге было оставлено на милость турецких войск.
В том что касается непосредственно Понта, Рене По (Rene Paux) в своей книге «Deportation et Repatriement Grecs en Turquie», изданной в Париже в 1919 году, приводит конкретную цифру в 257 019 убитых и замученных турками понтийцев. Он же пишет, что кроме понтийцев, на протяжении Первой мировой войны, турками также были убиты или замучены до смерти 144 559 греков запада Малой Азии и 88 485 греков Восточной Фракии.

## Хроника

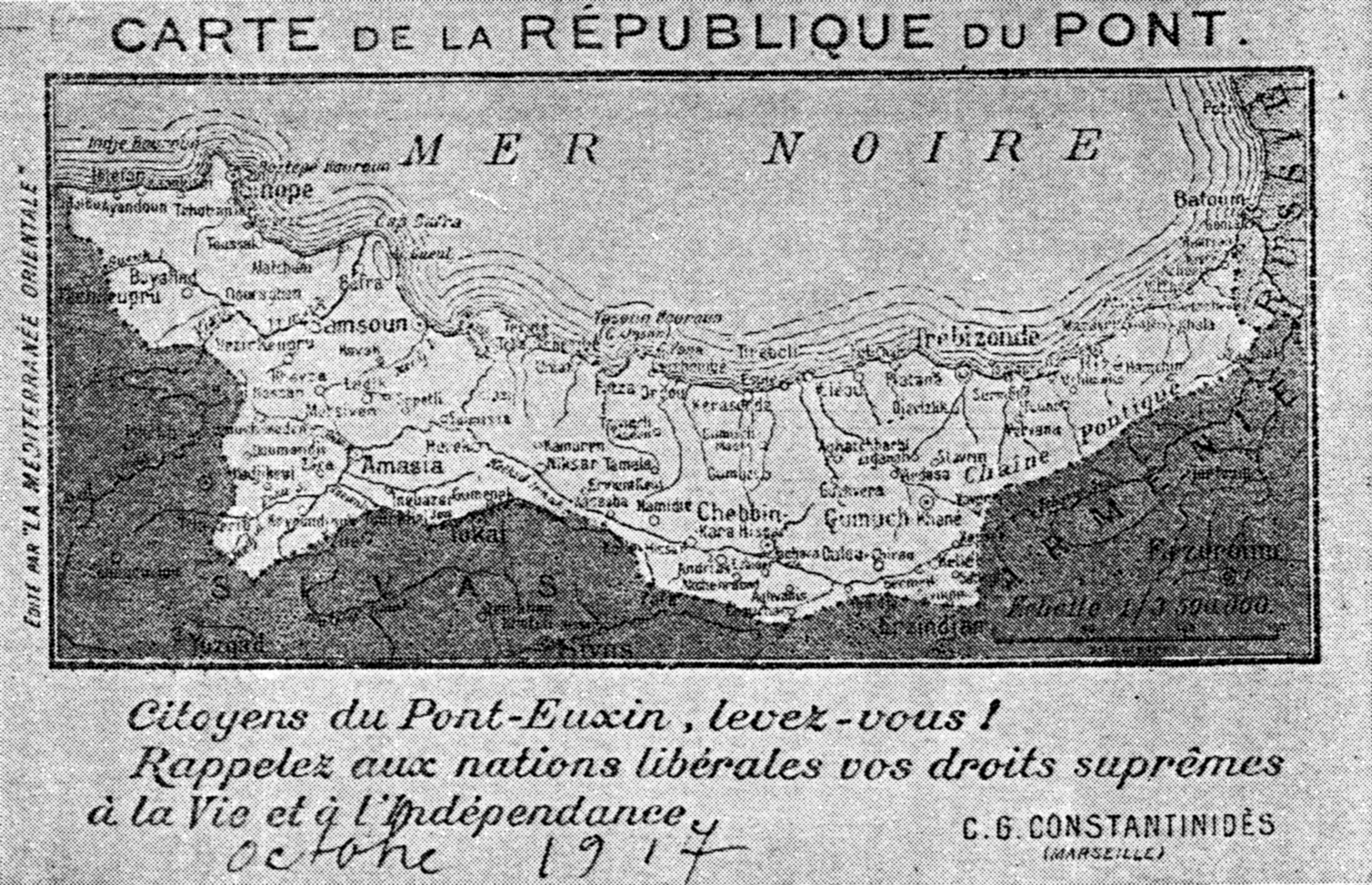
Карта Понтийской республики, предложенная правительством Франции в 1917 в Марселе.

1919—1922 годы — Кемальский период, в течение которого гонения становятся более массовыми и свирепыми. Происходит депортация понтийских греков, сопровождавшаяся массовыми убийствами бандами Топала Османа (см. Геноцид понтийских греков).
Вследствие этого в районе Понта погибло более 119 000 человек, тогда как греческое население Смирны и Фракии защищено присутствовавшей там греческой армией. Г. Валванис, основываясь на Чёрной книге Центрального совета понтийцев в Афинах, приводит цифру 303 тыс. погибших понтийцев до 1922 года, и 353 тыс. погибших до марта 1924 года
После Первого Всепонтийского съезда в Марселе (февраль 1918 года) под руководством Константина Константиниди ведётся деятельность для признания Республики Понт, в рамках провозглашения Великими Державами принципа самоопределения народов. В марте 1919 года в Батуми собирается Национальный Совет Понта, то есть неофициальное правительство в изгнании, со своим средством массовой информации (правительственной газетой «Свободный Понт»). Одновременно создаётся Национальное Собрание Понта, из 60 выборных членов, представлявших понтийское население юга России и Кавказа, а также шести митрополий Понта (Колонии, Халдии, Родополии, Трапезунда, Неокесарии и Амасии).
Ноябрь 1919 года — вооружённое восстание греков Понта, цель которого — создание Греческой Республики Понта. Рассматривается возможность миссии греческой армии в Закавказье после предложения греческого политического представителя Ставридаки.
1920 год — Полковник Димитриос Катениотис, посланник Элевтериоса Венизелоса на Понте, вносит предложение послать греческие войска в понтийские горы (Первая Республика Армения), дабы отрезать силы турок и большевиков, с целью создания Республики Понта. Элевтериос Венизелос одобряет мнение полковника и телеграфирует английскому премьер-министру Ллойд-Джорджу план о вмешательстве в Понт.
Август 1922 — Поражение греческих войск в Малой Азии (Битва при Сакарье), Малоазийская катастрофа. Сожжение города Измир турками (резня в Смирне). Греки в гонениях покидают родные места. Массовый геноцид греков.
30 яннваря 1923 — подписано Лозаннское соглашение между Грецией, Турцией и Великими Державами. Согласно ему предусматривался обмен населением между Турцией и Грецией.
1923 год — полтора миллиона беженцев из Малой Азии, Восточной Фракии и Понта переселяются в Грецию, главным образом в районы Македонии и Фракии.

### Население Понта (1912 г.)[4]
| Область   | Район       | Мусульмане | Греки   | Армяне | Общая численность |
| Трапезунд | Трапезунд   | 89 225     | 38 625  | 11 915 | 139 765           |
|           | Сюрмене     | 44 312     | 8804    | 282    | 53 398            |
|           | Акче-абат   | 40 265     | 11 081  | 4204   | 55 550            |
|           | Вакфе-кебир | 23 492     | 762     | 80     | 24 334            |
|           | Кюрелле     | 33 682     | 640     | 211    | 34 533            |
|           | Триполи     | 30 999     | 17 821  | 708    | 49 528            |
|           | Керасунт    | 46 207     | 44 214  | 6582   | 92 003            |
|           | Орду        | 92 191     | 19 390  | 7339   | 118 920           |
|           | Джевизлик   | 4283       | 13 437  | -      | 17 720            |
|           | Итого:      | 404 656    | 154 774 | 26 321 | 585 751           |

| Область | Район    | Мусульмане | Греки   | Армяне | Общая численность |
| Чаник   | Фатса    | 29 119     | 2,670   | 887    | 32 676            |
|         | Уньё     | 50 083     | 7552    | 4942   | 62 577            |
|         | Чаршамба | 73 605     | 9727    | 14 382 | 97 714            |
|         | Самсун   | 39 599     | 78 643  | 1264   | 119 506           |
|         | Бафра    | 41 048     | 37 495  | 1110   | 79 653            |
|         | Итого:   | 233 454    | 136 087 | 22 585 | 392 126           |

| Область  | Район  | Мусульмане | Греки | Общая численность |
| Лазистан | Ризе   | 93 176     | 1424  | 94 600            |
|          | Атина  | 37 622     | 400   | 38 022            |
|          | Хопа   | 33 520     | 400   | 33 920            |
|          | Оф     | 67 567     | 700   | 68 267            |
|          | Итого: | 231 885    | 2924  | 234 809           |

| Область   | Район     | Мусульмане | Греки  | Армяне | Общая численность |
| Гюмюшхане | Гюмюшхане | 25 091     | 5997   | 1367   | 32 445            |
|           | Торул     | 23 512     | 48 135 | -      | 71 647            |
|           | Келькит   | 25 564     | 1626   | 126    | 27 316            |
|           | Ширан     | 13 704     | 2990   | 225    | 17 919            |
|           | Итого:    | 87 871     | 59 748 | 1718   | 149 337           |

| Область | Район       | Мусульмане | Греки  | Армяне | Общая численность |
| Амасья  | Амасья      | 48 000     | 3038   | 12 640 | 63 678            |
|         | Меджидюзю   | 18 700     | 1738   | 2568   | 23 006            |
|         | Хаджикёй    | 17 005     | -      | 7012   | 24 017            |
|         | Мерзифон    | 24 000     | 6082   | 5820   | 35 902            |
|         | Ладик       | 31 995     | 6602   | 8420   | 47 017            |
|         | Кавза       | 18 800     | 12 577 | 2560   | 33 937            |
|         | Османджик   | 20 000     | -      | 7960   | 27 960            |
|         | Везир-кёпрю | 19 500     | 6702   | 3620   | 29 822            |
|         | Итого:      | 198 000    | 36 739 | 50 600 | 285 339           |

| Область     | Район        | Мусульмане | Греки  | Армяне | Общая численность |
| Кара-хиссар | Мессудие     | 7110       | 6437   | 2826   | 16 373            |
|             | Кара-хиссар  | 9000       | 14 250 | 4800   | 28 050            |
|             | Сюсейри      | 7500       | 2920   | 3670   | 14 090            |
|             | Кёйлю-хиссар | 7390       | 1720   | 3250   | 12 360            |
|             | Решадие      | 7500       | 2434   | 3500   | 13 434            |
|             | Итого:       | 38 500     | 27 761 | 18 046 | 84 307            |

| Область | Район  | Мусульмане | Греки  | Армяне | Общая численность |
| Токат   | Токат  | 61 875     | 5757   | 15 466 | 83 098            |
|         | Никсар | 15 675     | 6359   | 3891   | 25 925            |
|         | Эрбах  | 31 350     | 15 058 | 7837   | 54 245            |
|         | Зиле   | 42 900     | -      | 10 725 | 53 625            |
|         | Итого: | 151 800    | 27 174 | 37 909 | 216 893           |

| Область | Район    | Мусульмане | Греки | Армяне | Общая численность |
| Синоп   | Синоп    | 46 291     | 5689  | 314    | 52 294            |
|         | Бой-абат | 40 300     | 986   | -      | 43 365            |
|         | Айанджик | 32 876     | 1311  | -      | 34 187            |
|         | Итого:   | 119 467    | 7986  | 314    | 129 846           |

## Этапы

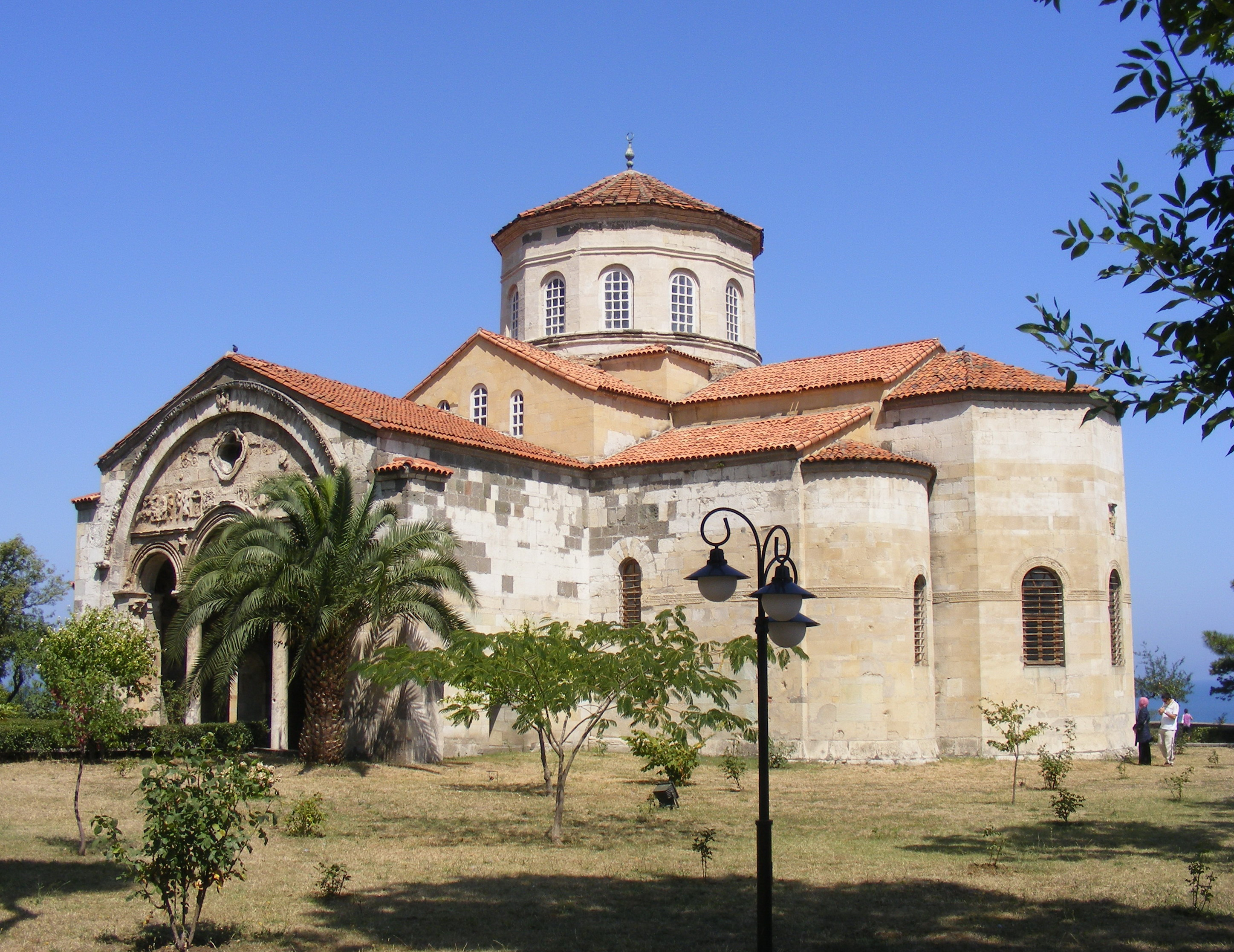
Софийский собор в Трапезунде

С начала XX века среди греков-понтийцев растут сепаратистские настроения: политические лидеры восточного Понта выступали за создание греко-турецкой конфедерации (митрополит Трапезундский Хрисанф), среди населения западного Понта была популярна идея образования независимой Понтийской греческой республики. В годы Первой мировой войны (1914—1918) понтийские греки рассматриваются османским правительством как неблагонадежное население. В 1916 году начинается выселение греческого христианского населения Восточной Анатолии (наряду с армянами и ассирийцами) вглубь страны (первоначально преимущественно из западного Понта), сопровождавшееся массовыми убийствами и ограблениями переселенцев. Эти события в исторической памяти понтийцев отпечатались как геноцид греков османским правительством. С 1916 г. создаются партизанские отряды понтийских греков, которые ставят целью отделение Понта и создание независимого греческого государства.
После эвакуации с территории Понта турецких войск (16.04.1916) в Трабзонском вилайете власть перешла в руки греческого комитета, было создано «временное правительство» (1916—1918). Проводившее политику на создание греко-мусульманского государства. В этот период активно действуют политические организации понтийских греков, ставящие целью создание Понтийской республики:
- сентябрь 1917 г. — «Центральный национальный комитет понтийцев» (Юг России);
- ноябрь 1918 г. — «Общество понтийцев» в Стамбуле;
- 1919 г. — «Центральный союз понтийских греков»;
- 1921 г. — «.Центральный совет Понта»;
- «Греческий закавказский национальный совет» и др..

Созываются съезды понтийских греков:
- «Национальное собрание» греков Закавказья в Тифлисе (05.05.1917);
- съезд греков в Таганроге (29.06. — 10.07.1917);
- «I-й Всепонтийский съезд» в Марселе (04.02.1918);

«Всеобщая конференция», результатом которой стало создание «Национального совета Понта» (02 — 15.01.1919). Создаются вооружённые формирования понтийских греков:
- 3 греческих полка в составе русской армии в Трабзоне (1916);
- «Кавказская греческая дивизия» (1917), которая размещалась в Карсе и Маглисе;
- «Греческий военный корпус» в Закавказье (с 1918 по 1921 годы).

В 1918 году, после занятия Понта турецкими войсками, происходит массовый исход понтийских греков. Беженцы направляются в Россию, Закавказье (Грузию, Армению, Карскую область), Грецию. В 1920 г. происходит сближение политиков понтийских греков с армянским правительством по вопросу государственности Понта (согласно Севрскому мирному договору (10.08.1920) территория Понта — восточная часть Трабзонского вилайета — должна была перейти Армянской республики). 10—16 января 1920 г. Между «временным правительством» понтийских греков и армянским правительством на конференции в Ереване было достигнуто соглашение о создании Понтийско-Армянской конфедерации. Военная интервенция турецкой армии в Закавказье, и вхождение Армении в состав СССР (1921 г.) не позволили воплотить достигнутое соглашение. При этом на стороне Кемаля выступала армия Советской России, претендовавшей по договоренности с Турцией на Грузию, Армению и Азербайджан. Во время греко-турецкой войны (1919—1922) на территории Понта продолжали действовать партизанские соединения понтийских греков. Такое народное ополчение в начале войны смогло значительно подавить турецкую армию. Но впоследствии, при поддержке со стороны Советской России, Турция получила как вооружение, в избытке имевшееся в тот период в России (после захватов арсеналов уже не существовавшей Российской армии), так и поддержку войсками. Официально красная армия вошла в кавказские республики с целью установления Советской власти, а в итоге большая её часть ушла в Турцию.